# 警察會球場
警察會球場（俗稱花墟球場）屬於香港警務處警察體育遊樂會，位於九龍石硤尾西洋菜北街430號。遊樂會於1938年啟用，原址前身是1930年代初清拆的九龍塘村。

## 簡介
警察會球場原來設有可以容納8,000名觀眾的看台，曾經是香港甲組足球聯賽的主要比賽場地之一，經常座無虛席。直至1979年，警察體育遊樂會不再將警察會球場借予香港足球總會，就將看台拆卸。及後，警察會球場只作為警察足球隊進行香港乙組足球聯賽或者香港丙組足球聯賽的主場。
1998年，警察足球隊宣布退出聯賽，警察會球場從此再無舉辦香港足球總會賽事。1981年起，每年農曆年初二均在此舉行新春發財盃。

## 外部連結
- 警察體育遊樂會資料